# Серклівська школа
Серклівська школа (англ. Circle School) — це демократична школа для дітей від дошкільного до віку початку старшої школи, яка працює подібно до школи Долини Садбері і розташована в Гаррісбурзі, штат Пенсильванія. Зараз у Серклівській школі навчається приблизно 80 учнів і працюють 6 працівників персоналу. Це одна з трьох садберійських шкіл у Пенсильванії і заразом найстаріша у світі такого типу.

## Історія
Серклівську школу заснували в 1984 році Бет Стоун, Джим Рітмалдер і Сью Нартен. Незабаром до них приєднався Ді Голланд-Фоґт. Заклад був заснований не як демократична школа, а як інноваційна дошкільна та початкова школа. У 1997 році він додав класи середньої школи та відтоді є школою для дітей віком від дитячого садка і до початку старшої школи.

## Навчання
У школі немає оцінок, навчального плану і традиційних шкільних класів з партами та дошкою, натомість учні можуть вільно розпоряджатися своїм часом, як забажають — хоч це читати, грати у відеоігри, лазити по деревах, спілкуватися з іншими чи грати на клавесині, — а класи діють як тематичні кімнати, де діти можуть займатися відповідними речима. Єдина до них вимога полягає у тому, що вони повинні дотримуватися правил і щодня виконувати доручення.

## Уряд
Школа управляється прямою демократією, а точніше шкільними зборами. На них присутні усі учні та персонал, які голосуванням вирішують повсякденні справи, приймають рішення щодо таких речей, як зміна шкільних правил, визначання бюджету, відсторонення та виключення учнів тощо. Оскільки учні значно перевищують кількість співробітників, адміністративна влада лежить радше на перших.